# Rhopalomyia occidentalis
Rhopalomyia occidentalis är en tvåvingeart som först beskrevs av Ephraim Porter Felt 1916.  Rhopalomyia occidentalis ingår i släktet Rhopalomyia och familjen gallmyggor.
Artens utbredningsområde är Utah. Inga underarter finns listade i Catalogue of Life.